# Sturba
La Sturba est une rivière de Bosnie-Herzégovine ; elle coule dans l'ouest du pays et sur le poljé de Livno. Sa longueur est de 14,5 km.

## Source
La source de la rivière est considérée comme un monument naturel géo-morphologique du pays.